# Vallefoglia
Vallefoglia est une commune italienne de la province de Pesaro et Urbino, dans la région Marches, issue de la fusion, le 1er janvier 2014, des communes de Colbordolo et Sant'Angelo in Lizzola.

## Géographie
La commune  se divise en dix localités (frazioni), dont les chefs-lieux des anciennes communes de Colbordolo et Sant'Angelo in Lizzola, et Montecchio, le moteur économique de la commune et la localité à laquelle est principalement due l'explosion démographique qu'elle a connue depuis les années 1990.

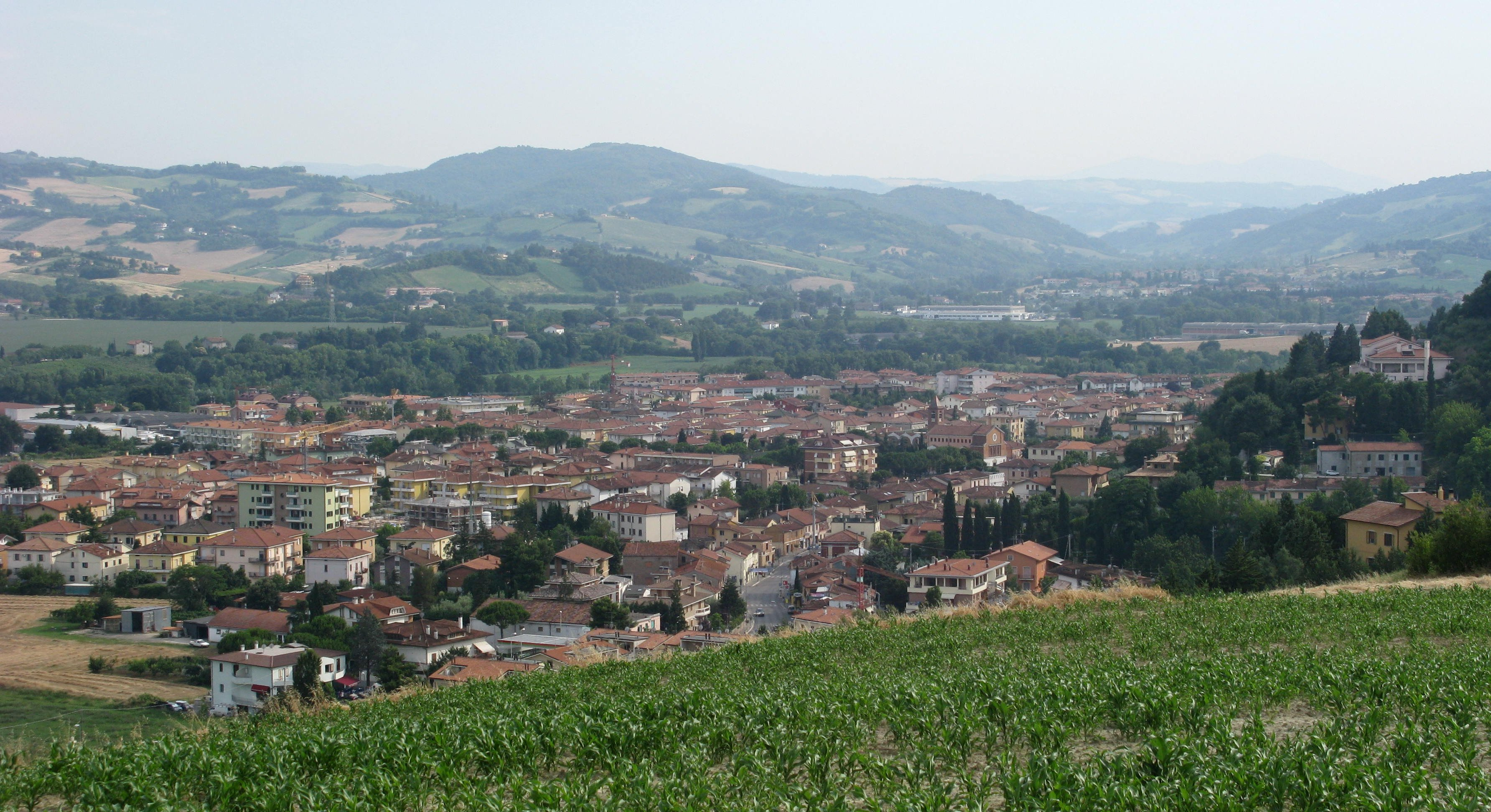
Vue générale de Montecchio.

## Économie
La localité principale, Montecchio, jusqu'au milieu du siècle dernier petit hameau sur la route du Val Foglia, regroupe aujourd'hui de nombreuses activités industrielles et artisanales, notamment dans les secteurs du bois et du verre artistique.

## Administration
| Période                                  | Période  | Identité          | Étiquette | Qualité |
| ---------------------------------------- | -------- | ----------------- | --------- | ------- |
| 2014                                     | En cours | Palmiro Ucchielli | PD        |         |
| Les données manquantes sont à compléter. |          |                   |           |         |

### Localités
Sant'Angelo in Lizzola, le chef-lieu, Bottega, Cappone, Colbordolo, Morciola, Talacchio, Montecchio, Montefabbri, Pontevecchio et Apsella.

### Communes limitrophes
Tavullia, Pesaro, Montelabbate, Monteciccardo, Petriano, Urbino, Montecalvo in Foglia, Montegridolfo.